# Le 12 fatiche di Asterix
Le 12 fatiche di Asterix (Les douze travaux d'Astérix) è un film del 1976 diretto da René Goscinny, Albert Uderzo, Henri Gruel e Pierre Watrin. Terzo film d'animazione tratto dalla serie a fumetti Asterix di Goscinny e Uderzo, è il primo a vantare una sceneggiatura originale che non prende ispirazione da alcun albo della serie. Dopo Asterix e Cleopatra, è anche il secondo e ultimo film della serie diretto dai due autori(in quanto Goscinny morì un anno dopo nel 1977),e l'unico prodotto dallo studio d'animazione Studios Idéfix da loro fondato con Georges Dargaud. Distribuito in Francia il 20 ottobre 1976, il film ebbe un grande successo vendendo in patria 2.202.481 biglietti. È stato distribuito in home video anche col titolo Asterix e le dodici fatiche.

## Trama
Il Senato romano inizia a credere che i Galli del villaggio, a causa della loro apparente invincibilità, possano essere dèi. Cesare, contrariato, decide di recarsi sul posto per incontrare il capo del villaggio ribelle, Abraracourcix. Il dittatore propone una serie di dodici sfide, simili alle dodici fatiche di Eracle, che solo gli dèi possono svolgere con successo. Se i Galli riusciranno a superarle tutte Cesare consegnerà loro l'Impero, ma se falliranno una sola prova l’intero villaggio dovrà sottomettersi a Roma. Accettata la sfida, gli abitanti incaricano Asterix e Obelix di affrontare le prove. Caius Pupus, uno dei più fidati consiglieri di Cesare rinomato per la sua onestà, viene designato come arbitro.
Nella loro prima serie di sfide, Asterix sconfigge in una gara di corsa Melinos, campione dei Giochi olimpici antichi, e Cilindric il germano in un match di judo, superandolo in astuzia. Obelix invece sconfigge Kermes il persiano, riuscendo a lanciare un giavellotto più lontano di lui. Nella loro prova successiva, il duo si ritrova ad attraversare un lago che ospita le bellissime sacerdotesse che risiedono sull'Isola del Piacere. Asterix e Obelix quasi soccombono alle donne, che li lusingano con i piaceri da loro offerti; quando però, affamato, Obelix scopre che sull'isola non ci sono cinghiali ritorna in sé, permettendo al duo di superare la prova. 
Dall’altra parte del laghetto è presente un piccolo tempio egizio, teatro della quinta fatica: sostenere l’insostenibile sguardo ipnotico di Iris l'egiziano. Asterix riesce a sconfiggerlo inducendolo ad auto-ipnotizzarsi. Obelix intanto continua ad avere fame, e questo dà a Caius Pupus il pretesto per illustrare il prossimo obiettivo, che consiste nel consumare tutto il pranzo preparato da Mannekenpix, il cuoco belga dei Giganti. Data la gran fame, Obelix si offre di superare la prova da solo. Dopo una lunga serie di portate, Mannekempix fugge via piangendo dopo aver completamente esaurito le scorte. Il gallico esce dalla taverna insoddisfatto, ancora affamato e definendo tutto quello che ha mangiato finora degli "antipasti".
I tre si spostano nell'Antro della Bestia, dove li attende un essere mostruoso di cui non si sa assolutamente nulla, dato che nessuno è mai uscito vivo dalla caverna. Fra sinistri giochi di luce e rumori inquietanti, la prova si conclude con i due gallici che escono dal pavimento in una città romana. Quando Caius chiede loro come era fatta la bestia, Obelix fa intendere che se la sia mangiata. Intanto è il momento di affrontare la prossima prova, consistente nell’ottenere il lasciapassare A-38 da un grande edificio burocratico chiamato "la casa che rende folli". Il compito si rivela pressoché impossibile a causa del personale che li dirige da uno sportello all'altro: Asterix, giocando d'astuzia, li batte al loro stesso gioco chiedendo l'immaginario lasciapassare A-39. Il personale è vittima del proprio comportamento e fa sì che il prefetto consegni loro inconsapevolmente il lasciapassare A-38. 
La prossima fatica, la nona, impone di passare per un baratro lungo un filo così sottile da essere trasparente: il tranquillo fiumiciattolo che scorre in basso è popolato dai coccodrilli donati da Cleopatra a Cesare. In una vorticosa danza, aiutati dalla pozione magica, i due Galli si lasciano cadere riuscendo a passare sull'altra ripidissima sponda. Il luogo della sfida si sposta su un'altissima montagna, dove, dopo un'ardua scalata fra la neve, Asterix e Obelix se la vedranno con il venerabile Saggio della Montagna che proporrà loro un enigma: se risponderanno in modo errato verranno gettati negli abissi infernali. Facendo toccare loro dei panni puliti, il saggio chiede loro quali siano stati lavati con Olimpo, il detersivo degli dèi: Asterix risponde correttamente e il duo supera efficacemente la prova.
Caius Pupus annuncia che sono vicini a Roma, ma prima di giungervi i due dovranno trascorrere la notte nella Pianura dei Trapassati, un luogo così spaventoso da aver ucciso dal terrore chiunque abbia provato a passarvi la notte. Asterix e Obelix tentano di riposare, ma vengono disturbati dai fantasmi di alcuni legionari morti nella pianura: Asterix, per nulla spaventato ma, al contrario, adirato dopo ore e ore di fatiche senza riposo, li scaccia via urlando, facendoli fuggire impauriti.
Il mattino seguente i due gallici si ritrovano a Roma, davanti al Palazzo di Cesare. Una guardia li porta davanti al dittatore il quale, complimentandosi con loro per il superamento delle prove precedenti, annuncia l’ultima fatica che dovranno superare: combattere nel Colosseo insieme a tutti i loro compagni del villaggio. I Galli combattono contro i più feroci gladiatori, sconfiggendoli con facilità, e poi riescono con successo a domare le belve, trasformando l'arena in un vero e proprio circo. Avendo i Galli superato ogni prova Cesare si arrende, concordando sul fatto che sono dei e, come da accordi, consegna loro il controllo dell'Impero romano. 
L'ormai ex dittatore si ritira per vivere una vita tranquilla con Cleopatra, mentre a Caius Pupus, come ricompensa per il suo servizio, viene lasciato decidere dove trasferirsi per trascorrere l’esilio: questi sceglie di trasferirsi sull'Isola del Piacere per vivere insieme alle sacerdotesse. Asterix, Obelix e gli altri, infine, ritornano nel loro villaggio in Gallia, dove celebrano la loro vittoria con il loro tipico banchetto sotto le stelle. Durante la cena, Asterix risponde alla domanda di Obelix sul fatto che abbiano conquistato davvero Roma, sottolineando che in un cartone animato tutto è possibile. Obelix ne approfitta quindi per teletrasportare sé stesso e un cinghiale arrosto sull'Isola del Piacere.

## Produzione

### Pre-produzione
Seguendo l'esempio di Lucky Luke, René Goscinny decise che il primo progetto della Studios Idéfix si sarebbe basato su una sceneggiatura originale. Albert Uderzo trovò il punto di partenza della storia e lo presentò a Goscinny mentre erano in una sala d'attesa dell'ospedale americano di Neuilly dove Gilberte Goscinny era sottoposta a esami medici:
(Albert Uderzo)

### Lavorazione
(René Goscinny)
(Albert Uderzo)
Sotto la direzione di Goscinny e Pierre Tchernia, i doppiatori registrarono i loro dialoghi con lo storyboard come unico riferimento visivo. Tuttavia, parte dei dialoghi fu doppiata in post-produzione con gli effetti sonori, così che i doppiatori potessero migliorare la loro performance attenendosi alla versione finale dell'animazione.
Per ogni personaggio, Uderzo disegnò dei fogli di modello di riferimento in cui il personaggio è rappresentato da davanti, tre quarti, profilo e retro, con varie espressioni, posizioni e atteggiamenti. Creò così dozzine di disegni, che vennero fotocopiati e distribuiti agli animatori in modo che rispettassero la grafica, il volume e le proporzioni dei personaggi disegnati da Uderzo. Successivamente, le fotocopie di queste lastre furono colorate per stabilire i riferimenti destinati ai pittori che applicavano il colore ai rodovetri. Inoltre, furono messi a disposizione degli animatori busti in gesso dei personaggi principali e degli accessori difficili da disegnare (elmi alati, spade).
Per ottenere un secondo di animazione furono necessari almeno dodici disegni. Girati fotogramma per fotogramma, i disegni venivano regolarmente proiettati alla presenza degli animatori e di Goscinny e Uderzo, che verificavano così la qualità del movimento e il rispetto della grafica.

## Colonna sonora
Come i dialoghi, i temi musicali del film furono composti da Gérard Calvi all'inizio della produzione per ispirare gli animatori. A differenza di Asterix e Cleopatra, il film non contiene sequenze cantate. Calvi compose un nuovo tema di Asterix "influenzato dal linguaggio del jazz", e un samba per le scene dell'Isola del Piacere.
(Gérard Calvi)

## Promozione
La Studios Idéfix realizzò due brevi sequenze animate destinate alla promozione del film. Una vede protagonisti gli eroi gallici e Giulio Cesare con le star della radio Europe 1, Denise Fabre, Philippe e Maryse Gildas (caricaturati da Uderzo). L'altro è una sequenza di cinque minuti in tecnica mista: destinato a una rubrica intitolata Ces drôles de Français della trasmissione di Antenne 2 Les Dossiers de l'écran, vede Pierre Tchernia intervistare Asterix e Obelix animati, prima di passare a Goscinny e Uderzo in live action; lo spot si conclude con il tradizionale banchetto finale in cui Tchernia, caricaturato da Uderzo, festeggia in compagnia dei due Galli.
Georges Dargaud spese grandi risorse per la promozione del film, in particolare organizzando un grande tour in tutta la Francia a bordo di un Dassault Falcon "al fine di eseguire una sosta al giorno e offrire una proiezione ai funzionari municipali delle grandi città scelte e alla stampa regionale", come spiegò Uderzo. Tuttavia, poiché sua moglie Gilberte soffriva di cancro, René Goscinny non partecipò a questo tour per stare con lei. Uderzo presentò quindi il loro film senza il suo partner, in compagnia di Dargaud e dell'addetto stampa.

## Distribuzione

### Data di uscita
Le date di uscita internazionali sono state:
- 12 marzo 1976 in Germania Ovest (Asterix erobert Rom)
- 10 settembre in Danimarca (Asterix indta'r Rom)
- 20 ottobre in Francia
- 29 ottobre in Finlandia (Asterix valloittaa Rooman)
- 17 novembre negli Stati Uniti (The Twelve Tasks of Asterix)
- 17 dicembre in Portogallo (Os 12 Trabalhos de Astérix)
- 18 dicembre in Svezia (Asterix 12 stordåd)
- 19 dicembre nel Regno Unito (The Twelve Tasks of Asterix)
- 24 dicembre in Brasile (Os 12 Trabalhos de Astérix)
- 21 dicembre 1984 in Germania Est (Asterix erobert Rom)
- 3 marzo 1988 in Ungheria (Asterix tizenkét próbája)

### Edizione italiana
La versione italiana del film fu trasmessa la sera della vigilia di Natale del 1982 su Canale 5. Le 12 fatiche di Asterix è quindi l'unico film della serie a non essere stato distribuito nei cinema italiani. Il doppiaggio fu eseguito dalla S.A.S. con un cast completamente rinnovato rispetto ai film precedenti. In questo film il dialetto romanesco fu assegnato unicamente ai legionari.

### Edizioni home video
In Italia il film fu distribuito in VHS nel 1988 dalla Domovideo e nel 1995 dalla Fox Video. Il 3 ottobre 2001 fu ripubblicato in VHS e DVD-Video dalla Eagle Pictures. Il DVD, che presenta il film in formato 4:3 pan and scan, non include l'audio originale francese, e i titoli di testa e di coda sono quelli dell'edizione in inglese.

## Altri media

### Albo a fumetti
Nel 1976 il quotidiano Sud Ouest ottenne l'esclusiva di un adattamento in strisce a fumetti che presto sarebbe diventato estremamente raro. Nelle sue edizioni dall'8 ottobre (numero 9965) al 13 novembre (numero 9995), il giornale pubblicò trentuno tavole (quattro delle quali a colori), al ritmo di una tavola da tre a sei strisce al giorno. Uderzo supervisionò la produzione di questo adattamento, realizzato sulla base di un migliaio di suoi schizzi e fogli modello originali. Fu disegnato dal fratello Marcel, e rimase abbastanza fedele al film. L'intera opera fu presto pubblicata a colori in un opuscolo pubblicitario di trentadue pagine offerto nelle stazioni di servizio Chevron in Belgio per 50 litri di benzina. L'edizione italiana fu pubblicata da Arnoldo Mondadori Editore nell'ottobre 1978 all'interno della raccolta Il Super Supergulp!.

### Albi illustrati

Copertina dell'edizione Panini Comics

Contestualmente alla sua uscita, il film fu adattato in un romanzo illustrato in forma di albo di 60 pagine A4 e con una copertina rigida. La narrazione e i dialoghi sono essenzialmente identici a quelli del film. Nel corso degli anni, la copertina è stata cambiata alcune volte. L'albo fu pubblicato in italiano da Mondadori nel settembre 1993. Fu commercializzato anche un 33 giri dall'etichetta Pathé/EMI, accompagnato da otto pagine di disegni del film.
Nello stesso periodo fu realizzato un adattamento dell'albo suddiviso in dodici "mini-libri" di 16 pagine, pubblicati come inserti in diversi quotidiani regionali. Il testo è essenzialmente lo stesso ma le illustrazioni sono differenti. I volumi furono pubblicati in italiano da Mondadori due anni dopo.
Per commemorare il quarantesimo anniversario dell'uscita del film, Hachette Livre pubblicò il 19 ottobre 2016 una versione interamente rivisitata dell'albo originale che include quaranta immagini realizzate per la produzione del cartone animato, presentate a pagina intera, inchiostrate a penna e colorate ad acquerelli. Uderzo firmò un nuovo disegno per la copertina. L'edizione italiana fu pubblicata il 27 ottobre dalla Panini Comics. Hachette pubblicò anche una versione deluxe di 96 pagine, di cui 16 di taccuino grafico. Essa include anche dodici ex libris in formato 295 × 375 mm, stampati su carta da 250 g.